# Unimog 406

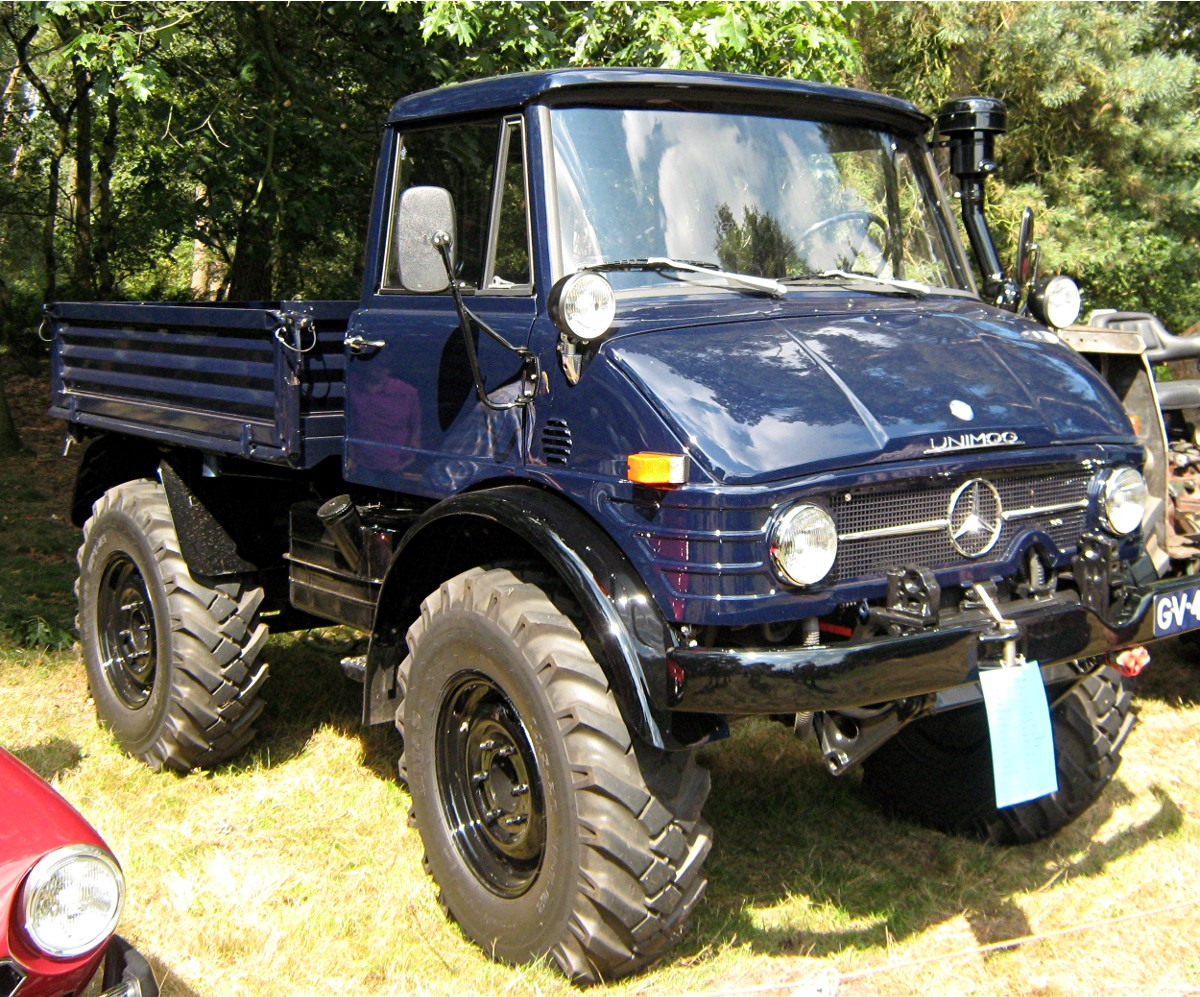
Unimog 406

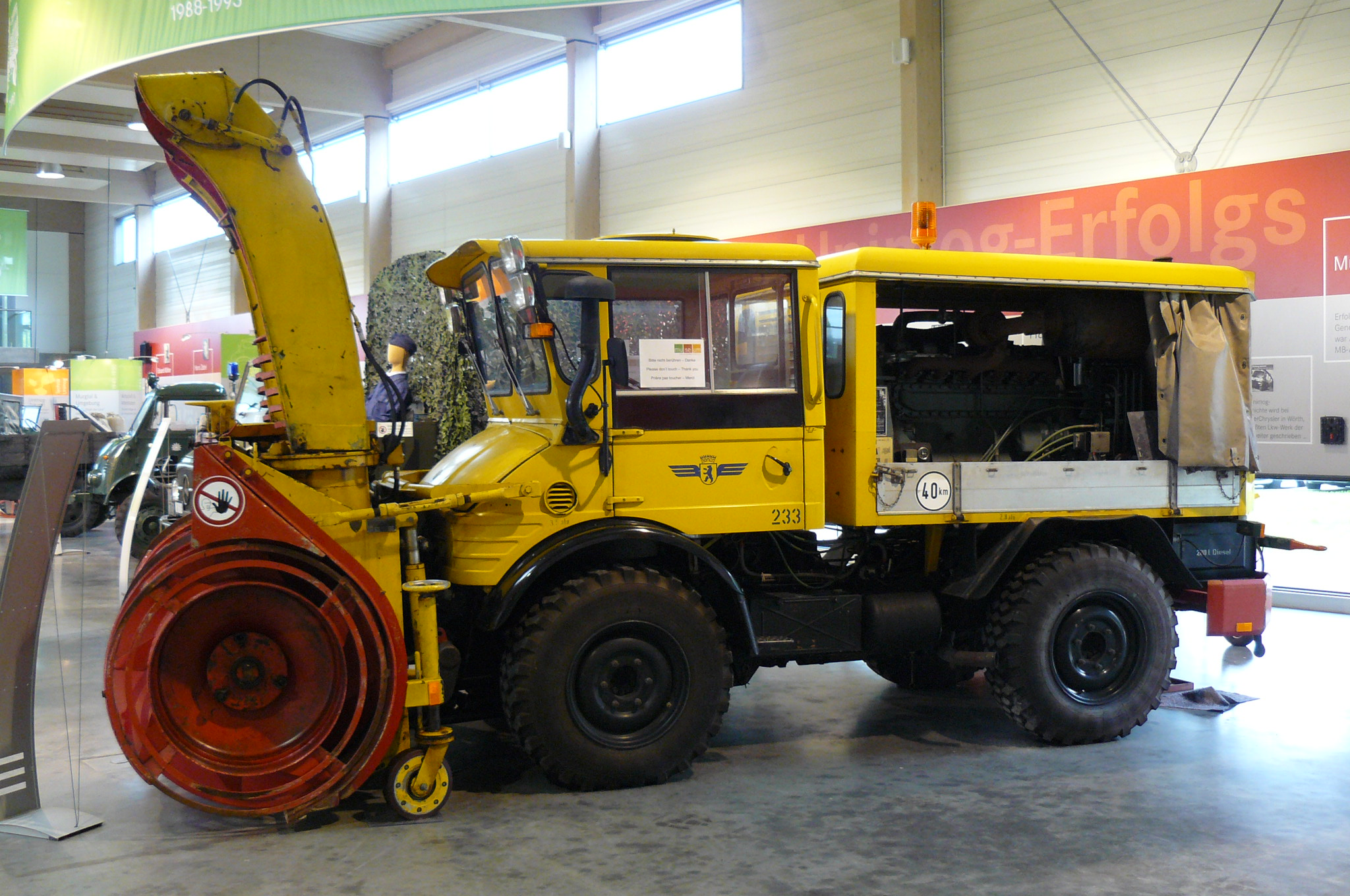
Unimog 406 met sneeuwfrees

De Mercedes-Benz Unimog 406 is een uitvoering van de Unimog, die gebouwd is van 1963 tot en met 1989. 
Hoofdkleuren zijn: groen, oranje, geel en grijs (deze zijn weer onderverdeeld in verschillende nummers van deze hoofdkleuren). Vanaf 1974 werd de U406-serie vervangen door de U1000-serie.

## Technische gegevens
- Type : 406
- Brandstof : diesel
- Aantal cilinders : 6
- Cilinderinhoud : 5,7 liter
- Wielbasis : 2380 mm
- Lengte voertuig : 410 cm
- Breedte voertuig : 200 cm met spatschermen en banden 10,5, 12,5 of 14,5 R20
- Massa rijklaar : 3600 kg
- Technische maximummassa : 6000kg
- Maximum te trekken massa : 22.000 kg (22 ton) / ongeremd 1500 kg
- Aantal zitplaatsen: 2

## Bron
- (en) The UnimogCenter